# Гинекология
Гинекологията е медико-биологична наука, която изучава устройството, функциите и заболяванията на женската полова система извън периода на бременност, раждане и кърмене.
Терминът произлиза от гръцките думи ginaikos – жена и logos – наука.
Основната цел на гинекологията е да изнамира и да прилага все по-успешни начини за съхраняване, и за подобряване на репродуктивното здраве на жените, както и да разкрива, и да премахва причините за безплодието при тях.